# عام مجيب
عام مجيب (بالبنغالية: মুজিব বর্ষ) هو العام الذي يتم الاحتفال به بمناسبة الذكرى المئوية لميلاد الزعيم المؤسس لبنغلاديش الشيخ مجيب الرحمن. أعلنت حكومة بنغلاديش عام 2020-21 عام مجيب. سيتم الاحتفال بهذا العام من 17 مارس 2020 إلى 16 ديسمبر 2021 (ممتد إلى 9 أشهر، من 17 مارس 2021 إلى 16 ديسمبر 2021). ولد والد الأمة والقائد الشهير بانجاباندو في 17 مارس 1920 في شرق البنغال (الآن في قرية تونجيبارا بمنطقة جوبالجانج في بنغلاديش).
ومرة أخرى، في 26 مارس 2021 ستحتفل بنغلاديش بمرور نصف قرن على استقلالها. يعتبر إعلان العام ذا أهمية خاصة حيث شارك الشيخ مجيب الرحمن بنشاط في نضال بنغلاديش من أجل الاستقلال.
تم إلغاء زيارة رئيس الوزراء الهندي ناريندرا مودي إلى بنغلاديش بعد أن قررت بنغلاديش تجنب الاحتفالات على نطاق واسع في 17 مارس بعد اكتشاف ثلاث حالات إصابة بفيروس كورونا. سينضم مودي إلى الاحتفال بالذكرى المئوية لميلاد بانغاباندو الشيخ مجيب الرحمن في 17 مارس من خلال التواصل بالفيديو. في وقت لاحق تم الإعلان عن تأجيل جميع التجمعات والمناسبات العامة بسبب فيروس كورونا.
بعد تفشي الفيروس التاجي العالمي وتحديد المرضى المصابين في بنغلاديش في 8 مارس، أعلنت حكومة بنغلاديش ولجنة التنفيذ الوطنية للاحتفال بالذكرى المئوية للميلاد عن حدث صغير قبل شهر مارس من أجل المصلحة العامة والرفاهية العامة. في الوقت نفسه تم الإعلان عن إلغاء زيارة رؤساء الدول المدعوين من مختلف البلدان.

## احتفال عالمي
قررت الجمعية العامة للأمم المتحدة واليونسكو الاحتفال معًا بعام مجيب مع بنغلاديش في الدورة الأربعين للجمعية العامة لليونسكو. تم اتخاذ القرار بحضور جميع أعضاء اليونسكو في الفترة من 12 إلى 27 نوفمبر في باريس، التي عقدت في 25 نوفمبر 2019.
أصدر عمدة واشنطن موريل باوزر إعلانًا بشأن عام مجيب. أعلن في إعلانه سنة مجيب من 17 مارس 2020 إلى 30 سبتمبر 2020، بمناسبة الذكرى المئوية لميلاد بانغاباندو الشيخ مجيب الرحمن.

## البرنامج
بالإضافة إلى تعزيز دور مجيب الرحمن على المستوى الشعبي في النضال من أجل استقلال بنغلاديش، سيتم الاحتفال بذكرى عودة مجيب والذكرى التأسيسية لرابطة عوامي ويوم الحداد الوطني ويوم قتلى السجن كل عام أيضًا. هناك أيضًا خطط لإنتاج أفلام قصيرة وأفلام وثائقية للاحتفال بذكرى الميلاد وذكرى مجيب. المنسق الرئيسي للبرنامج هو كمال تشودهاري.

## وصلات خارجية
- الموقع الرسمي لعام مجيب نسخة محفوظة 6 يوليو 2021 على موقع واي باك مشين.